# Henri Hollevoet
Henri Auguste Hollevoet (Menen, 26 december 1833 - Sint-Jans-Molenbeek, 17 november 1911) was een Belgisch volksvertegenwoordiger en burgemeester.

## Levensloop
Hij was de zoon van Pierre Hollevoet en Cornélie Pergoot. Hij trouwde met Marie-Louise Winckelmans en vervolgens met Jeanne Eloy.
In Sint-Jans-Molenbeek was Hollevoet actief in de gemeentepolitiek, vanaf 1872 tot aan zijn dood. Eerst gemeenteraadslid, dan schepen, dan weer gemeenteraadslid, was hij burgemeester van 1879 tot 1911. Hij was ook provincieraadslid van 1878 tot 1892.
In 1892 werd hij verkozen tot liberaal volksvertegenwoordiger voor het arrondissement Brussel en vervulde dit mandaat tot in 1894.
Hollevoet was verder ook:
- bestuurder bij het Brusselse Havenbestuur (1896 tot 1911), ondervoorzitter van 1906 tot 1911,
- voorzitter van de Provinciale Commissie voor de wegeniswerken in het havengebied,
- bestuurder van het Openbaar Entrepôt in Brussel,
- erevoorzitter van de intercommunale  maatschappij voor de overwelving van de Zenne,
- lid van de vrijmetselaarsloge Les Vrais Amis de l'Union et du Progrès Réunis in Brussel.